# リビングストーン郡 (ミシガン州)

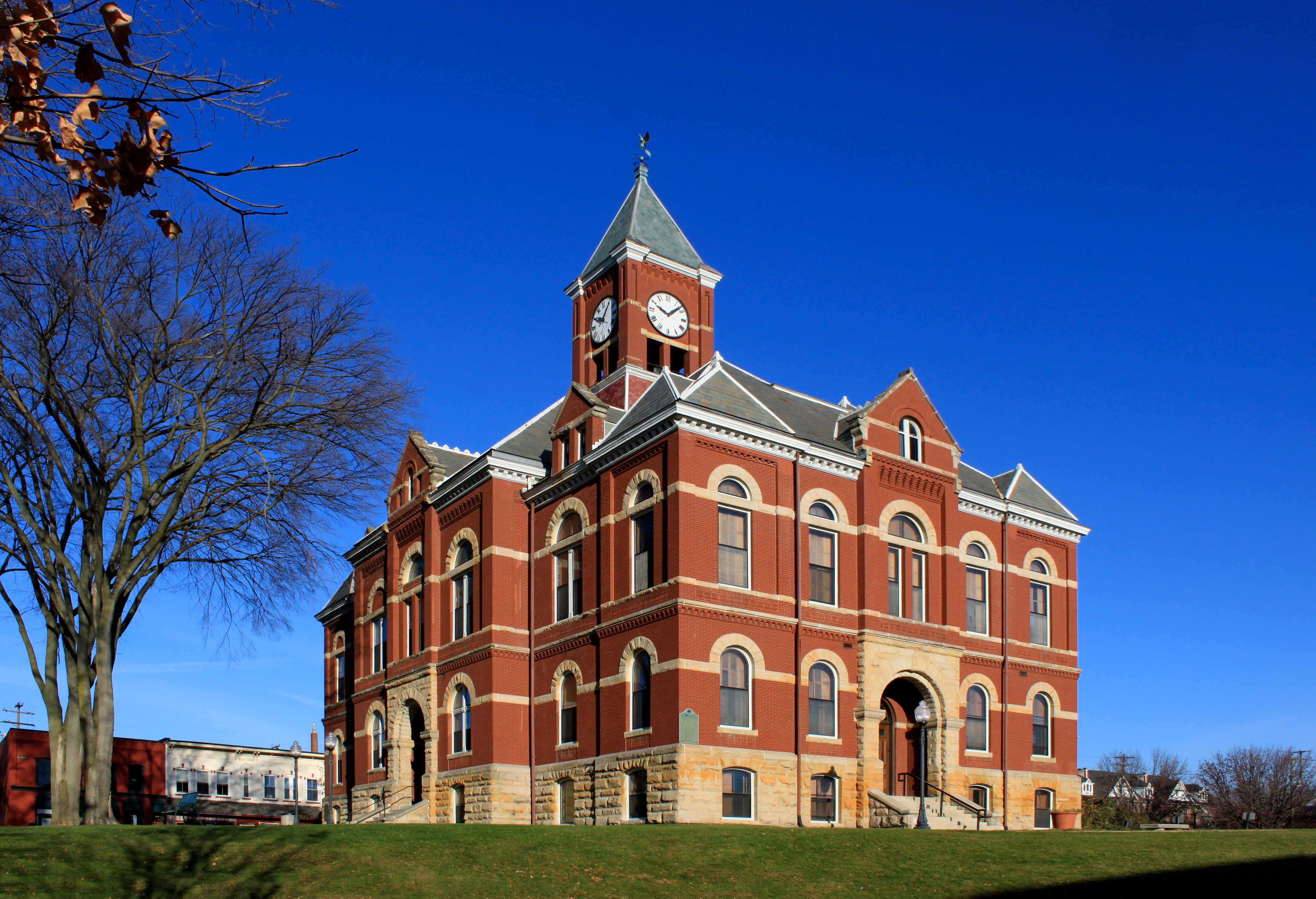
郡裁判所

リビングストーン郡（Livingston County）は、アメリカ合衆国ミシガン州の郡である。人口は19万3866人（2020年）。郡庁所在地はハウエル（Howell）である。郡名はエドワード・リビングストーンに由来する。

## 地理

ミシガン州内の位置

アメリカ合衆国統計局によると、この郡は総面積1,516 km2 (585 mi2) である。このうち1,472 km2 (568 mi2) が陸地で44 km2 (17 mi2) が水地域である。総面積の2.91%が水地域となっている。

### 隣接する郡
- ウォッシュトノー郡  (南)
- オークランド郡  (東)
- インガム郡  (西)
- ジャクソン郡  (南西)
- ジェネシー郡  (北東)
- シアワシー郡  (北西)

## 人口動静
2000年国勢調査で、この郡は人口156,951人、55,384世帯、及び43,531家族が暮らしている。人口密度は107/km2 (276/mi2) である。40/km2 (104/mi2) の平均的な密度に58,919軒の住宅が建っている。この郡の人種的な構成は白人97.13%、アフリカン・アメリカン0.46%、ネイティブ・アメリカン0.43%、アジア0.57%、太平洋諸島系0.03%、その他の人種0.32%、及び混血1.06%である。ここの人口の1.24%はヒスパニックまたはラテン系である。
この郡内の人口は28.80%が18歳未満の未成年、18歳以上24歳以下が6.60%、25歳以上44歳以下が31.70%、45歳以上64歳以下が24.60%、及び65歳以上が8.30%にわたっている。中央値年齢は36歳である。女性100人ごとに対して男性は102.10人である。18歳以上の女性100人ごとに対して男性は99.70人である。
この郡の世帯ごとの平均的な収入は67,400 USドルであり、家族ごとの平均的な収入は75,284 USドルである。男性は54,358 USドルに対して女性は32,073 USドルの平均的な収入がある。この郡の一人当たりの収入 (per capita income) は28,069 USドルである。人口の3.40%及び家族の2.40%は貧困線以下である。全人口のうち18歳未満の3.60%及び65歳以上の4.50%は貧困線以下の生活を送っている。